# Strychnos guianensis
Strychnos guianensis là một loài thực vật có hoa trong họ Mã tiền. Loài này được (Aubl.) Mart. miêu tả khoa học đầu tiên năm 1843.